# Tapinoma panamense
Tapinoma panamense är en myrart som beskrevs av Wheeler 1934. Tapinoma panamense ingår i släktet Tapinoma och familjen myror. Inga underarter finns listade i Catalogue of Life.